# Eunice Muñoz
Eunice Muñoz (Amareleja, 30 de julio de 1928-Carnaxide, Oeiras, 15 de abril de 2022) fue una actriz de cine, teatro y televisión portuguesa. Estudió en el Conservatorio Nacional de Portugal, hoy en día la Escuela Superior de Teatro y Cine de Lisboa.
Proveniente de una familia de actores, hija de Hernani Cardinali Muñoz y Júlia do Carmo (también conocida como Mimí Muñoz) y hermana de Hernâni do Carmo Muñoz y Francisco Fernando do Carmo Muñoz, debutó en 1941 en la obra Vendaval de Virginia Vitorino con la compañía de teatro Rey Colaço/Robles Monteiro, con base en el Teatro Nacional D. Maria II. A partir de entonces, participó en cerca de un centenar de producciones de teatro, cine y televisión en su país natal, convirtiéndose en una de las actrices portuguesas con una de las carreras más extensas en la escena.

## Filmografía seleccionada

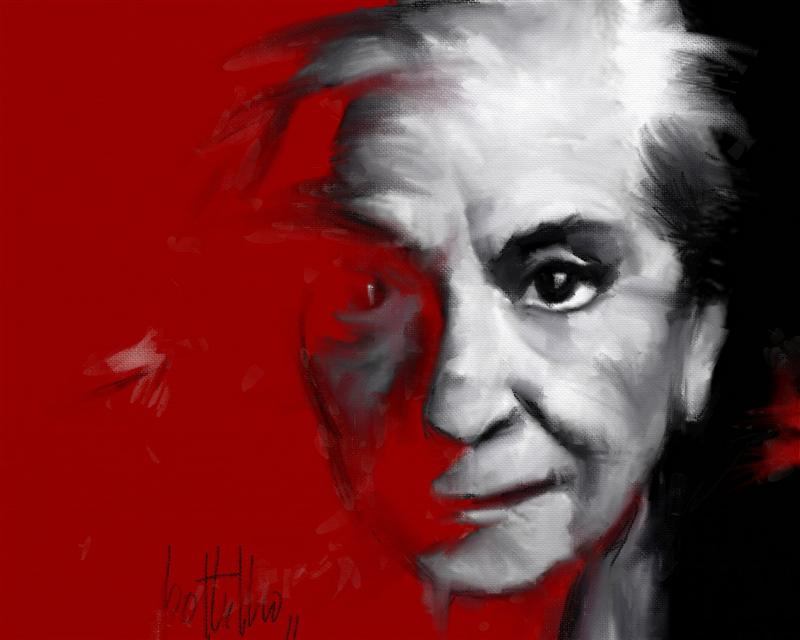
Retrato de Eunice Muñoz

### Televisión
- 1957 -	A Continuação da Comédia
- 1960 -	O Cão do Jardineiro
- 1962 -	Cenas da Vida de Uma Actriz
- 1963 -	O Admirável Mentiroso
- 1964 -	Os Anjos Não Dormem
- 1980 -	Eu Show Nico
- 1981 -	Xarope de Orgiata
- 1988 -	Bâton
- 2001 - Porto dos Milagres
- 2001 -	Olhos de Água
- 2002 -	Sonhos Traídos
- 2003 -	Coração Malandro
- 2004/2005 - Mistura Fina
- 2005 -	Dei-te Quase Tudo
- 2007 -	Ilha dos Amores
- 2008/2009 - Olhos nos Olhos
- 2009 -	Equador
- 2010/2011 - Mar de Paixão
- 2012 -	A Casa das Mulheres
- 2013 -	Destinos Cruzados
- 2016/2017 - A Impostora
- 2019 - A Teia

### Cine
- Camões, de Leitão de Barros (1946)
- Um Homem do Ribatejo, de Henrique Campos (1946)
- Os Vizinhos do Rés-do-Chão, de Alejandro Perla (1947)
- A Morgadinha dos Canaviais, de Caetano Bonucci y Amadeu Ferrari (1949)
- Ribatejo, de Henrique Campos (1949)
- Cantiga da Rua, de Henrique Campos (1950)
- O Trigo e o Joio, de Manuel de Guimarães (1965)
- Manhã Submersa, de Lauro António (1980)
- A Fachada, de Júlio Alves (1986)
- Repórter X, de José Nascimento (1987)
- Matar Saudades, de Fernando Lopes (1988)
- Tempos Difíceis, de João Botelho (1988)
- Entre os Dedos, de Tiago Guedes y Frederico Serra (2008)